# Акри, Боб
Боб Акри (англ. Robert R. Acri, 1 октября 1918, Чикаго — 25 июля 2013, Эванстон, Иллинойс) — американский джазовый пианист.

## Деятельность
В возрасте 17 лет стал штатным пианистом оркестра Национальной радиовещательной компании (NBC), где на протяжении 20 лет играл со многими известными исполнителями, ведущими ток-шоу и шоуменами, включая Дэйва Герроуэя, Club 60 и Майка Дугласа. Акри играл с легендой джаза Гарри Джеймсом и барабанщиком Бадди Ричем; аккомпанировал многим известным вокалистам, среди которых Элла Фицджеральд, Барбра Стрейзанд и Лина Хорн.
Боб Акри - музыкант, получивший классическое образование. Он сочинял и выполнял аранжировки для оркестровой музыки различных музыкальных жанров, при этом максимально задействовал все музыкальные инструменты. Являясь разноплановым автором музыки, Акри стал финалистом конкурса классической музыки, который проводился Чикагским симфоническим оркестром.
В возрасте 85 лет в сотрудничестве с гигантами джаза, среди которых Фрэнк Уэсс, Джордж Мраз, Лью Солофф и Эд Тигпен, Акри записал альбом, в состав которого вошли преимущественно его собственные композиции. Композиция Sleep away из данного альбома была использована компанией Microsoft в качестве музыкального образца для операционной системы Windows 7.

## Дискография
- 2001: Timeless - The Music Of Bob Acri
- 2004: Bob Acri (совместно с Джорджем Мраз, Эдом Тигпеном, Лью Солофф, Фрэнком Уэссом и Дайан Делин)